# Казанова (Тренто)
Казанова је насеље у Италији у округу Тренто, региону Трентино-Јужни Тирол.
Према процени из 2011. у насељу је живело 26 становника. Насеље се налази на надморској висини од 1035 м.